# Joshua Rowntree
Joshua Rowntree (6 avril 1844 - 10 février 1915) est un homme politique britannique.

## Biographie
Il fait ses études à la Bootham School, York .
Il est élu député de Scarborough en 1886 et sert, en tant que libéral Gladstonien, jusqu'en 1892, date à laquelle il est remplacé par le conservateur, Sir George Reresby Sitwell, qu'il avait vaincu en 1886.

## Quakers
Il est un Quaker actif. Après avoir quitté le Parlement, en 1892, il « s'est livré de tout son cœur et de tout son esprit à l'interprétation moderne du quakerisme ». Il prend une part discrète en permettant aux amis britanniques de se réconcilier avec les découvertes scientifiques et les critiques bibliques et de se débarrasser des coutumes dépassées, notamment par le biais de la conférence de Manchester (1895), de l'école d'été de Scarborough (1897) et de la création en 1903 du centre d'étude à Woodbrooke, Birmingham. Il est rédacteur en chef de "The Friend" de 1872 à 1875.
Il donne la Swarthmore Lecture en 1913 sous le titre Social Service – Its Place in the Society of Friends.

## Publications
- Habitudes de l'opium à l'Est : Une étude des preuves données à la Commission royale sur l'opium, 1893–94 . PS King & Son : Westminster, 1895.
- Christianisme appliqué et guerre. Une adresse. [c. 1904. ]
- Le commerce impérial de la drogue. Methuen, Première édition, 1905, Deuxième édition, 1906 [2]
- Service Social, sa place dans la Société des Amis. (Série : Swarthmore Lectures ) Headley Bros. : Londres, 1913.